# あんびるとよぞう ラジオナイト
あんびるとよぞう ラジオナイトは、1999年4月4日から2000年3月末まで、東海ラジオで放送されていたラジオ番組。

## 概要
当初はそれまでの夜ワイド番組が放送されてきたのと同様、平日（月曜 - 金曜）の21:00 - 23:30の時間帯で放送。6か月後の1999年10月に22:00 - 24:00の時間帯でニッポン放送制作の『allnightnippon SUPER!』のネット受け放送を開始したため、ナイターオフの時間帯の月曜 - 金曜19:30 - 21:10に移動。
当番組終了後は、東海ラジオの平日22時台 - 23時台には、ニッポン放送からのネット受けによる夜ワイド番組が放送され続けているため、この時間帯での自社制作夜ワイド番組は、現在のところこの番組が最後となっている。

## 出演者
パーソナリティ
- あんびるとよぞう（安蒜豊三、東海ラジオアナウンサー）

アシスタント
- 下村明子（月曜、火曜）
- 中井かおり（水曜、木曜）
- 浅井裕美子（金曜）

## 主なコーナー
- スーダラ研究所
- 千夜一夜物語

あんびるとアシスタントのラジオドラマコーナー。性行為などを連想させる流れであるが、実は全く違うことをしているという落ちで締められる。笑福亭鶴光のオールナイトニッポンで放送された、ミッドナイトストーリーコーナーと同じコンセプト。放送時間が早まった後期にも放送された。
- 聞いて得するコーナー
- いまさらQ

前期に放送されたクイズコーナー。過去話題になったことを題材とした。
- いまからQ

後期に放送されたクイズコーナー。最近話題になったことを題材とした。
- 犬飼俊久のいきいきインタビュー

地元東海で活躍している人物に同局の犬飼アナウンサーがインタビューを行うコーナー。
- ラジオエッセー

## 備考
前期のテーマ音楽には、傷だらけの天使のオープニングテーマが使用されていた。